# Rodolfo Parker
Rodolfo Antonio Parker Soto (San Salvador, 1 de noviembre de 1957) es un político salvadoreño y ex secretario general del Partido Demócrata Cristiano (PDC) de 2006 hasta 2021 en ese país.

## Carrera
Hasta 2021 Parker fue abogado, notario, columnista y diputado por el Departamento de San Salvador en el Parlamento, en el que actuó como su Vicepresidente. Está casado con la ciudadana alemana Cristina Wein Niemann y tiene dos hijas y un hijo que se llama Andrés Rodolfo Parker Wein (nacido en 1982).
Parker tuvo su educación básica en la escuela primaria del Colegio Externado de San José y luego se graduó en 1975 en el Liceo Salvadoreño, donde estuvo desde 1973. Luego estudió derecho y ciencias sociales en la Universidad de El Salvador de 1975 y 1978 y se graduó de la Universidad "Dr. José Matías Delgado" en 1982 después de cambiar a esa universidad en 1978. De 1984 a 1985 realizó estudios de posgrado en derecho internacional en la Universidad Nacional de Costa Rica.
De 1975 a 1979 Parker adquirió experiencia profesional como empleado y secretario en el Juzgado de Primera Instancia, un tribunal de San Salvador. También fue miembro de un bufete de abogados de 1977 a 1980. Desde 1985 Parker tiene un bufete de abogados particular propio y también fue de 1981 a 1989 Asesor del Estado Mayor General de la FAES
Después de la masacre de la UCA, Parker, como civil, fue miembro de la Comisión Especial de Honor, una comisión de honor encargada de investigar la participación del ejército en los asesinatos. La Comisión de la Verdad para El Salvador llegó a la conclusión que Parker alteró testimonios que se hicieron a la Comisión Especial de Honor para encubrir la responsabilidad de oficiales superiores. Borró, entre otros, referencias, respecto al mayor Carlos Camilo Hernández Barahona.
Fue miembro de la delegación negociadora del gobierno en las negociaciones de paz con el FMLN. También fue miembro del equipo de gobierno que acompañó la implementación de los acuerdos de paz    con el FMLN y coordinador de la Unidad de Ejecución de los Acuerdos de Paz desde septiembre de 1992 hasta mayo de 1994. Fue profesor en la Universidad “Dr. José Matías Delgado” en derecho contractual. En 1999 Parker fue asesor legal de algunas empresas y candidato presidencial del Partido Demócrata Cristiano. También es columnista de dos periódicos y fue diputado entre 2006 a 2021.
El 28 de febrero de 2021 no fue reelegido como diputado en el Parlamento de El Salvador. Contribuyó en mucho a que también fuese más tarde removido del puesto de Secretario General del partido en octubre de 2021, el cual fue ocupado por Reynaldo Carballo, el único diputado del PDC en la Asamblea Legislativa. El 9 de noviembre de 2021 él fue expulsado del partido por haber estado ausente desde junio de 2021, ya que huyó del país desde ese momento a causa de un escándalo de corrupción, en la que presuntamente recibió sobresueldos durante años, lo que también fue otra razón, y también la decisiva, por la que fue removido de su puesto de Secretario General del partido el mes anterior.

## Acusaciones
El 25 de febrero de 2022 Rodolfo Parker y otras tres personas fueron acusados por fraude procesal y encubrimiento respecto a la masacre de la UCA. Hay una orden de captura contra él por ello y actualmente está en paradero desconocido.
En su ausencia se anunció luego en julio de 2024 que él y su familia se enfrentarían a juicio por enriquecimiento ilícito por dos millones de dólares. En mayo de 2025, fue condenado correspondientemente en ausencia y a devolver al estado 1,5 millones de dólares tomados de fondos del estado.